# Màsters Ciutat de València
El Màsters Ciutat de València és un torneig d'escala i corda organitzat per l'empresa ValNet i patrocinat per l'Ajuntament de València. Es juga íntegrament al Trinquet de Pelayo.
El juguen 6 equips, escollits entre els millors pilotaris del moment. Juguen a partides eliminatòries per a passar a semifinals (els guanyadors de les 3 primeres partides més el millor perdedor) i la final, totes a partida única.

## Regles específiques
El Màsters Ciutat de València compta amb unes regles específiques:
- Puntuació inicial: Les partides comencen amb empat a 3 jocs, 15-15.
- Galeries prohibides: Enviar la pilota a les galeries del dau o del rest, sense que en torne, és quinze perdut.
- Falta en la ferida: Si, en la ferida, la pilota no cau dins el dau, el feridor té una segona oportunitat en el mateix joc. En cas de tornar a marrar, durant el mateix joc, comet falta i perd el quinze.
- Premi a la corda: En les edicions dels anys 2007 i 2008 la prima per al campió és de 4.500€, i 2.400 € per al subcampió.

## Historial
| Any  | Campió                     | Finalista                | Resultat |
| ---- | -------------------------- | ------------------------ | -------- |
| 2012 | Genovés II i Dani          | Álvaro i Jesús           | 60-50    |
| 2011 | Soro III, Javi i Tino      | Álvaro, Jesús i Tomàs II | 60-50    |
| 2010 | Miguel, Tato i Héctor      | Genovés II i Javi        | 60-55    |
| 2009 | Víctor i Dani              | Álvaro i Sarasol II      | 60-50    |
| 2008 | Colau, Solaz i Canari      | Miguel i Dani            | 60-45    |
| 2007 | Genovés II, Jesús i Canari | Mezquita, Dani i Melchor | 60-30    |